# CenCert
Cencert – Kwalifikowane Centrum Certyfikacji Kluczy – dostawca usług zaufania (m.in. podpisu elektronicznego), funkcjonujący w ramach firmy Enigma Systemy Ochrony Informacji Sp. z o.o. (grupa kapitałowa COMP S.A.). Główna siedziba Cencert znajduje się w Warszawie, ale usługi, za pośrednictwem sieci Partnerów, dostępne są w całej Polsce.

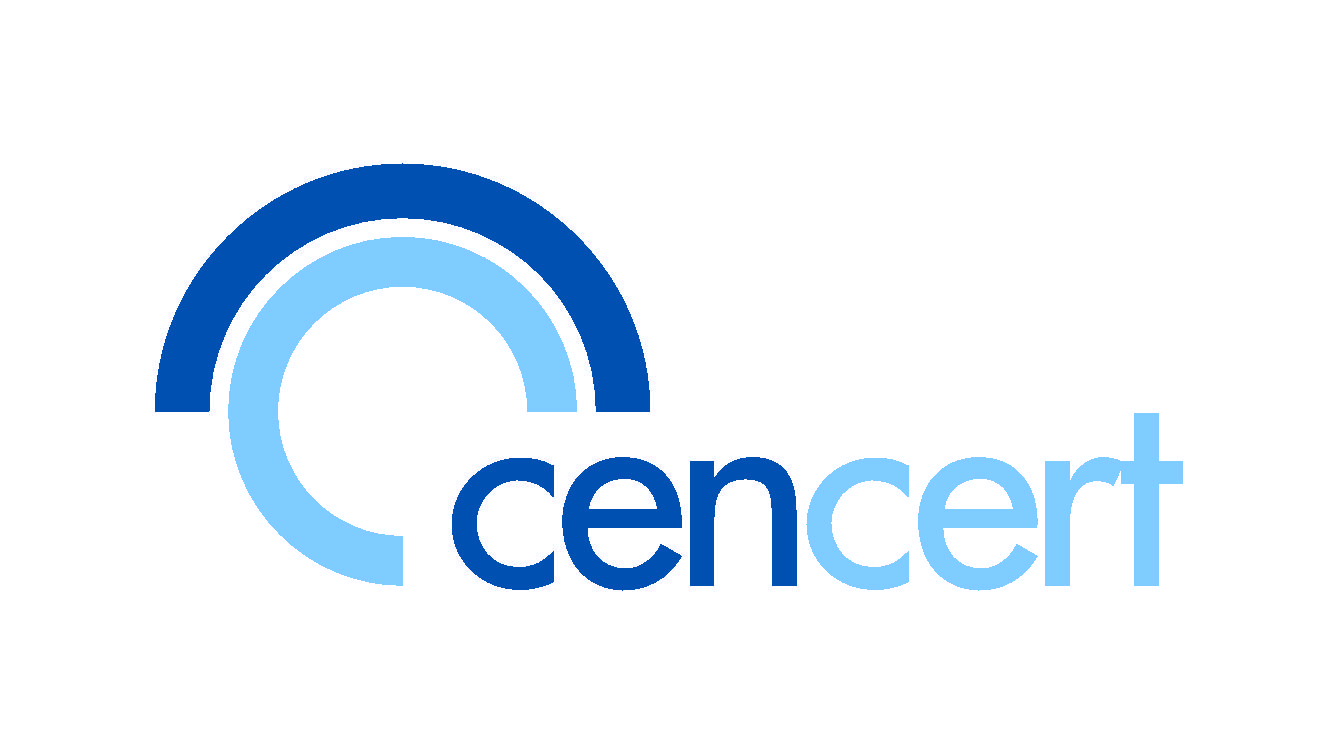
logo CenCert

Podstawą prawną świadczenia kwalifikowanych usług Cencert jest w szczególności eIDAS (Rozporządzenie Parlamentu Europejskiego i Rady (UE) nr 910/2014) oraz ustawa o usługach zaufania oraz identyfikacji elektronicznej. Cencert jest kwalifikowanym podmiotem świadczącym usługi certyfikacyjne związane z podpisem elektronicznym w rozumieniu ustawy z 18 września 2001 o podpisie elektronicznym.
Cencert w 2009 r. uzyskało wpis do rejestru kwalifikowanych podmiotów świadczących usługi certyfikacyjne.
Rodzaje oferowanych usług przy użyciu certyfikatu kwalifikowanego Cencert:
- wydawanie kwalifikowanych certyfikatów – podpis elektroniczny, pieczęć elektroniczna
- poświadczenie ważności certyfikatów
- znakowanie czasem
- kwalifikowana walidacja dokumentów
- Certyfikaty do Krajowego Węzła Identyfikacji Elektronicznej, tzw. Węzeł krajowy
- karty i akcesoria do Centralnej Ewidencji Pojazdów i Kierowców (CEPiK)